# سیارک ۲۸۱۲
سیارک ۲۸۱۲ (به انگلیسی: 2812 Scaltriti، نامگذاری:1981FN) دو هزار و هشتصد و دوازدهمین سیارک کشف شده‌است که در ۳۰ مارس ۱۹۸۱ کشف شد.
قدر مطلق سیارک برابر ۱۳٫۵۰ است.